# Jan Tur
Jan Feliks Tur herbu Korczak (ur. 25 sierpnia 1875 w Radziwiliszkach, zm. 8 maja 1942 w Warszawie) – polski teratolog i embriolog.

## Życiorys

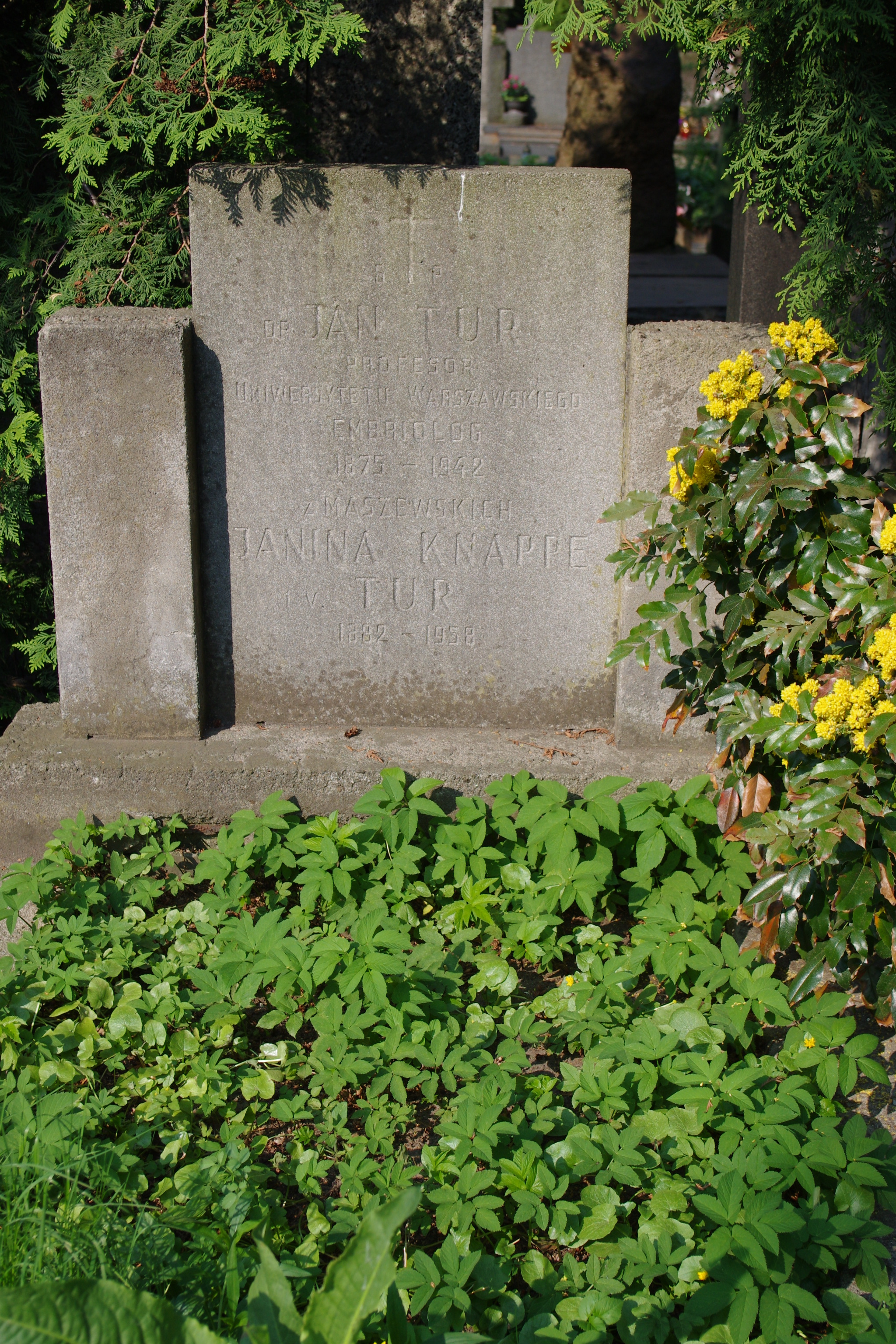
Grób Jana Tura na Cmentarzu ewangelicko-reformowanym w Warszawie

Urodził się w 1875 jako syn Jarosława Tura, właściciela ziemskiego, i Marii z domu Rymkiewicz. Uczęszczał do szkoły średniej najpierw w Wilnie, a następnie w Gimnazjum w Częstochowie. Następnie studiował na Wydziale Fizyczno-Matematycznym Cesarskiego Uniwersytetu Warszawskiego. Studia ukończył z wyróżnieniem, nagrodzony złotym medalem. Od 1899 do 1915 asystent w Pracowni Zootomicznej Pawła Mitrofanowa. Wyjeżdżał na staże do Villefranche, Roscoff, Saratowa, Vimereux i Helgolandu. W latach 1904–1906 prowadził badania nad działaniem radu na organizmy, głównie w okresie ich rozwoju zarodkowego. W 1907 we Lwowie otrzymał tytuł doktora filozofii na podstawie rozprawy Studia nad teratogenią ptaków. Należał do grona założycieli i wykładowców Wydziału Matematyczno-Przyrodniczego Towarzystwa Kursów Naukowych w Warszawie (1905-1918). Wykładał tam zoologię i anatomię porównawczą. Był członkiem założycielem Towarzystwa Naukowego Warszawskiego, a od 1929 członkiem korespondencyjnym Polskiej Akademii Umiejętności. Od 1912 kierował zorganizowaną przez siebie pracownią zoologiczną Towarzystwa Naukowego Warszawskiego. W 1915 rozpoczął wykłady anatomii porównawczej embriologii na Uniwersytecie Warszawskim, w 1919 uzyskał tytuł profesora nadzwyczajnego, a w 1921 został profesorem zwyczajnym.
Był twórcą podstaw naukowych polskiej teratologii, opisał nowe odmiany blastoderm bezzarodkowych i nowych form potworności – enterotelię i kardiocefalię. Opublikował około 130 prac naukowych.
Został pochowany na Cmentarzu Ewangelicko-Reformowanym przy ul. Żytniej w Warszawie (kwatera W-2-9).

## Wybrane prace
- Co to są potwory? Ich historia i znaczenie, Wszechświat 18, 27, 417-421 (1899),
- O dziedziczeniu potworności, Wszechświat 21, 52, 822-826 (1902),
- Czy potworność jest chorobą? Wszechświat 24, 40, 625-628 (1905),
- Studia nad teratologią ptaków, 1908,
- Wpływ promieni radu na rozwój organizmów, 1916,
- Studia nad nowotworami u zarodków, 1935.